# كأس البوسنة والهرسك 1999–2000
كأس البوسنة والهرسك 1999–2000 هو موسم من كأس البوسنة والهرسك. أقيم خلال الفترة 27 نوفمبر 1999 وحتى 7 يونيو 2000، وأشرف على تنظيمه اتحاد البوسنة والهرسك لكرة القدم، وكان عدد الأندية المشاركة فيه 32، وفاز فيه نادي جيلييزنيتشار ساراييفو.